# Circuit de la Sarthe (cykling)
Circuit de la Sarthe-Pays de Loire er et fransk etapeløb i landevejscykling. Løbet er blevet arrangeret siden 1953. Løbet er en del af UCI Europe Tour, hvor det af UCI er rangeret som 2.1.

## Vindere
| År   | Vinder                | Toer                        | Treer                   |        |
| ---- | --------------------- | --------------------------- | ----------------------- | ------ |
| 1953 | Jacky Hays            | Roland Danguillaume         | Jean Danguillaume       |        |
| 1954 | Bernard Fournières    | Roger Provost               | Albert Rayer            |        |
| 1955 | André Bernard         | Christian Futol             | Robert Verdenal         |        |
| 1956 | Jean Danguillaume     | Yves Fayon                  | J. Poulain              |        |
| 1957 | Raymond Guérin        | Georges Dubois              | Michel Le Bris          |        |
| 1958 | Jean Danguillaume     | Henri Perly                 | Jean Jeugnet            |        |
| 1959 | Jean Danguillaume     | Bachteel                    | Jacques Simon           |        |
| 1960 | André Foucher         | René Fagault                | Jean-Yves Trolez        |        |
| 1961 | Jean Jeugnet          | Jean Claude Sevin           | Bellon                  |        |
| 1962 | Domingo Ferrer        | Yves Gougault               | Pierre Matignon         |        |
| 1963 | Claude Juin           | Michel Bechet               | Jean Cosseron           |        |
| 1964 | Jean Cosseron         | Yves Gougault               | Daniel Heck             |        |
| 1965 | José Manuel López     | José Suria                  | Mariano Díaz            |        |
| 1966 | Pierre Matignon       | Serge Bolley                | Jean-Louis Jagueneau    |        |
| 1967 | Guy Grimbert          | Fernand Maurice             | Gérard Swertvaeger      |        |
| 1968 | Guy Grimbert          | Jacques Botherel            | Yves Ravaleu            |        |
| 1969 | Ryszard Szurkowski    | Patrice Testier             | Tino Tabak              |        |
| 1970 | Claude le Chatellier  | Ryszard Szurkowski          | Zbigniew Górski         |        |
| 1971 | Vladislav Neljubin    | Rony Christiaens            | Krzysztof Stec          |        |
| 1972 | Régis Ovion           | Claude Aigueparses          | Marcel Duchemin         |        |
| 1973 | Nikolaj Gorelov       | Ryszard Szurkowski          | Joël Hauvieux           |        |
| 1974 | Ivan Skosyrev         | Alain Meunier               | Aavo Pikkuus            |        |
| 1975 | Bernard Hinault       | Jan Brzeźny                 | Jean-Claude Misac       |        |
| 1976 | Bernard Hinault       | Yves Hézard                 | Yvon Bertin             |        |
| 1977 | Aavo Pikkuus          | Gregor Braun                | Jan Brzeźny             |        |
| 1978 | Bernd Drogan          | Yvon Bertin                 | Mariano Martínez        |        |
| 1979 | Christian Muselet     | Michal Klasa                | Aavo Pikkuus            |        |
| 1980 | Greg LeMond           | Ladislav Ferebauer          | Jan Jankiewicz          |        |
| 1981 | Jurij Barinov         | Ivan Mitjenko               | Şahit Zahretdinef       |        |
| 1982 | Ivan Mitjenko         | Milan Jurčo                 | Anatoly Yarkin          |        |
| 1983 | Pascal Jules          | Claude Moreau               | Jérôme Simon            |        |
| 1984 | Claude Moreau         | Yvan Lamote                 | Régis Clère             |        |
| 1985 | Pascal Jules          | Ronan Pensec                | Wiktor Demidenko        |        |
| 1986 | Didier Garcia         | Daniel Wyder                | John Talen              |        |
| 1987 | Piotr Ugrumov         | Pascal Lance                | Kurt Steinmann          |        |
| 1988 | Thierry Marie         | Vjatjeslav Jekimov          | Jean-Claude Colotti     |        |
| 1989 | Thierry Laurent       | Vjatjeslav Jekimov          | Gilbert Duclos-Lassalle |        |
| 1990 | Dimitrij Zjdanov      | Michel Vermote              | Thierry Marie           |        |
| 1991 | Bruno Cornillet       | Armand de Las Cuevas        | Jean-Philippe Dojwa     |        |
| 1992 | Jean-François Bernard | Philippe Bouvatier          | Robert Forest           |        |
| 1993 | Jean-François Bernard | Laurent Bezault             | Thierry Dupuy           |        |
| 1994 | Stéphane Heulot       | Laurent Brochard            | Erwin Thijs             |        |
| 1995 | Thierry Marie         | Patrick Jonker              | Pascal Lance            |        |
| 1996 | Adriano Baffi         | Mariano Rojas               | Stéphane Heulot         |        |
| 1997 | Melcior Mauri         | Pascal Lino                 | Tony Rominger           |        |
| 1998 | Melcior Mauri         | Marc Streel                 | Jaan Kirsipuu           |        |
| 1999 | Steffen Kjærgaard     | Gilles Maignan              | Jens Voigt              |        |
| 2000 | David Cañada          | Jens Voigt                  | Laurent Brochard        |        |
| 2001 | David Millar          | Anthony Morin               | Franck Bouyer           |        |
| 2002 | Didier Rous           | Bradley McGee               | Artūras Kasputis        |        |
| 2003 | Carlos Da Cruz        | Aleksej Viktorovitj Sivakov | Laurent Brochard        |        |
| 2004 | Thomas Lövkvist       | Franck Bouyer               | Ronny Scholz            |        |
| 2005 | Sylvain Chavanel      | Markus Fothen               | Volodymyr Bileka        |        |
| 2006 | Stefan Schumacher     | Sergej Gontjar              | Brian Vandborg          |        |
| 2007 | Andreas Klöden        | Nicolas Vogondy             | Volodymyr Duma          |        |
| 2008 | Thomas Voeckler       | Christian Vande Velde       | Tiziano Dall'Antonia    |        |
| 2009 | David Lelay           | Enrico Rossi                | Benoît Vaugrenard       |        |
| 2010 | Luis León Sánchez     | Tiago Machado               | Julien Simon            |        |
| 2011 | Anthony Roux          | Blel Kadri                  | David Millar            |        |
| 2012 | Luke Durbridge        | Manuele Boaro               | Nelson Oliveira         |        |
| 2013 | Pierre Rolland        | Jan Bárta                   | Tobias Ludvigsson       |        |
| 2014 | Ramūnas Navardauskas  | Rohan Dennis                | Julien Simon            |        |
| 2015 | Ramūnas Navardauskas  | Manuele Boaro               | Adriano Malori          |        |
| 2016 | Marc Fournier         | Jérôme Coppel               | Juan José Lobato        |        |
| 2017 | Lilian Calmejane      | Arthur Vichot               | Jonathan Castroviejo    |        |
| 2018 | Guillaume Martin      | Xandro Meurisse             | Justin Jules            |        |
| 2019 | Alexis Gougeard       | Quentin Pacher              | Oscar Riesebeek         |        |
| 2020 | aflyst                | aflyst                      | aflyst                  | aflyst |
| 2021 | aflyst                | aflyst                      | aflyst                  | aflyst |
| 2022 | Olav Kooij            | Benoît Cosnefroy            | Xandro Meurisse         |        |